# شرج المراضيح (المكلا)

تعديل مصدري - تعديل

شرج المراضيح هي إحدى قرى عزلة المكلا بمديرية المكلا التابعة لمحافظة حضرموت، بلغ تعداد سكانها 40 نسمة حسب تعداد اليمن لعام 2004.